# No Holds Barred (película de 1989)
No Holds Barred es una película de 1989 protagonizada por Hulk Hogan, en un esfuerzo por parte de Vince McMahon de transformarlo en una estrella del cine; aunque la película no tuvo mucho éxito. Fue producida por la World Wrestling Federation (ahora conocida como WWE) y distribuida por New Line Cinema.

## Relanzamiento
La película fue lanzada a DVD y Blu-ray Disc con materiales extra y detrás de cámaras; una vez más el relanzamiento de la película fue producido por la WWE.

## Reparto
- Hulk Hogan es Rip Thomas.
- Joan Severance es Samantha Moore.
- Kurt Fuller es Brell.
- Tom Lister Jr. es Zeus.
- Mark Pellegrino es Randy Thomas.
- Bill Henderson es Charlie.
- Charles Levin es Ordway.
- David Paymer es Unger.
- Patrick O'Bryan es Craig.
- Jeep Swenson es Lugwrench Perkins.
- Bill Eadie es Jake Bullet.
- Stan Hansen es Neanderthal.
- Rebecca Wackler es Ms. Tidings
- Bruce Taylor es Mr. Johnson
- Gene Okerlund es Él mismo.
- Jesse Ventura es Él mismo.
- Howard Finkel es Él mismo.
- Joey Marella es Él mismo.

## Luchas
No Holds Barred: The Match/The Movie, también fue anunciado como evento, fue exhibido en pay-per-view el 27 de diciembre de 1989. El programa consistió en su totalidad poniendo en base la película, seguida de una lucha previamente grabada en Wrestling Challenge grabado el 12 de diciembre en Nashville, Tennessee. Actualmente es uno de los pocos PPVs de la WWE que aún no están disponibles en WWE Network.

### Resultados
- Dusty Rhodes derrotó a Big Boss Man (9:23).
- The Ultimate Warrior (c) derrotó a Dino Bravo reteniendo el WWF Intercontinental Championship (13:45).
- The Colossal Connection (André the Giant & Haku) derrotó a Demolition (Ax & Smash) por conteo de 10 reteniendo el WWF Tag Team Championship (10:02).
- Mr. Perfect derrotó a Ron Garvin (8:24).
- Hulk Hogan & Brutus Beefcake derrotaron a Randy Savage & Zeus en un Steel Cage Tag Team Match (10:32).